# Philipp Bertkau
Philipp Bertkau, né le 11 janvier 1849 à Cologne et mort le 22 octobre 1894 à Bonn, est un zoologiste prussien.

## Biographie
Il suit des études de sciences naturelles à Bonn où il obtient son titre de docteur en 1872. En automne 1873, il est nommé assistant à l'Institut de botanique de Munich qu'il quitte dès le printemps de l'année suivante pour devenir assistant à l'Institut zoologique de Bonn.
Il obtient son agrégation la même année.
Il participe activement à la Société d'histoire naturelle de la ville et en devient son secrétaire. Le 6 novembre 1882, Bertkau est nommé professeur à l'Académie agricole de Poppelsdorf. En 1890, il devient conservateur à l'Institut de zoologie et d'anatomie comparée, place spécialement créée pour lui.
À 44 ans, il est atteint de troubles nerveux et de paralysie et meurt peu après.
Il a notamment travaillé sur l'anatomie des arthropodes  hermaphhrodites, sur l'odorat chez les papillons et sur l'anatomie et la physiologie des araignées. Il s'occupa de systématique, notamment chez des araignées d'Amérique du Sud et publia quelques listes locales.

### Sources
- Pierre Bonnet (1945). Bibliographia araneorum, Les frères Doularoude (Toulouse).